# Doughboy

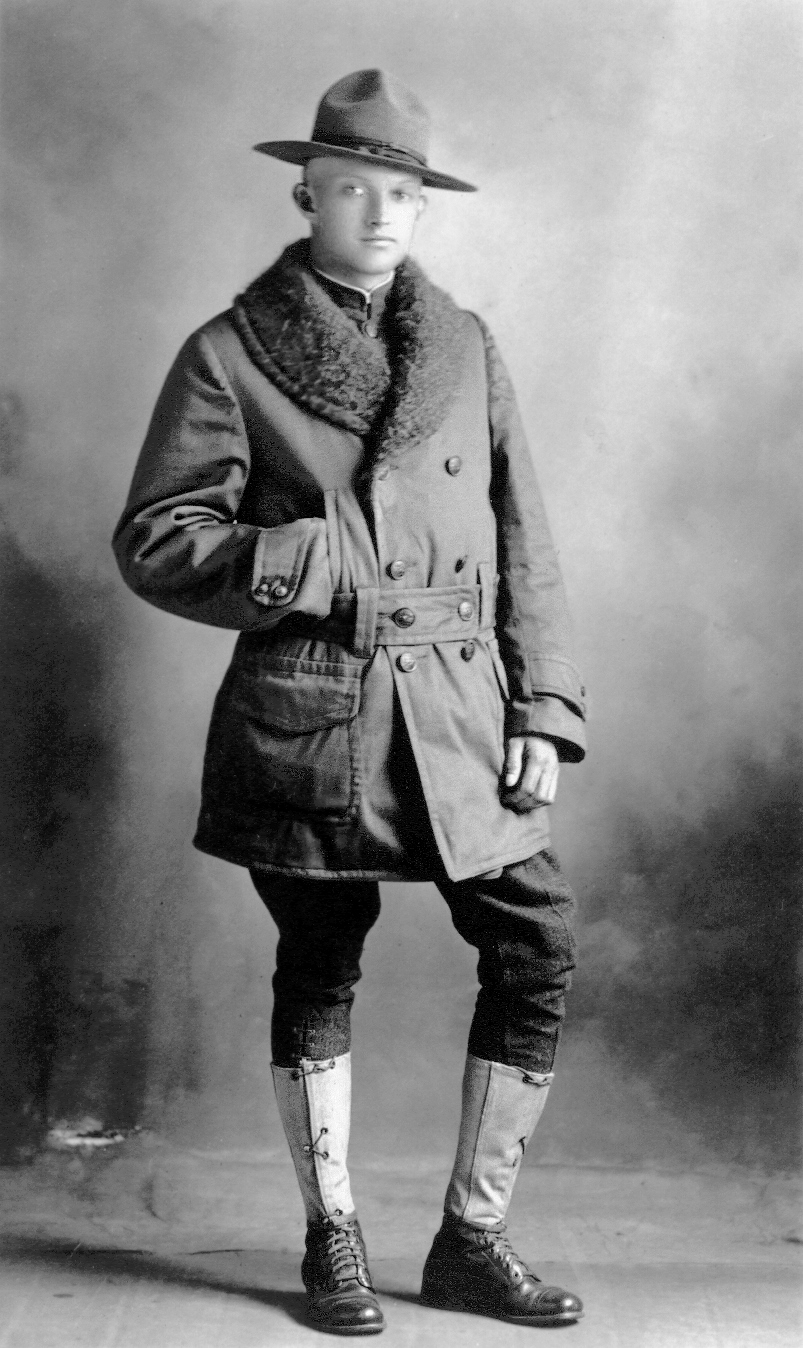
Foto eines Doughboys um 1918

Doughboy (Englisch; wörtlich „Teigjunge“) ist eine veraltete umgangssprachliche Bezeichnung für einen Infanteristen der United States Army. Diese Bezeichnung, erstmals im Mexikanisch-Amerikanischen Krieg verwendet, wurde vor allem im Ersten Weltkrieg populär. In den USA war nach dem Krieg eine entsprechend gestaltete Skulptur The Spirit of the American Doughboy zeitweise sehr beliebt.

## Begriffsgeschichte
Gesichert ist, dass die Bezeichnung Doughboy für US-Infanteristen in Kriegsberichten, Feldpostbriefen und Memoiren aus der Nachkriegszeit des Mexikanisch-Amerikanischen Krieges überliefert ist und zu dieser Zeit entstand.
Der genaue Ursprung des Begriffes ist unklar. Häufig wird vertreten, die US-Infanterie sei während des Mexikanisch-Amerikanischen Kriegs durch die Märsche im trockenen Gelände Nordmexikos ständig mit kreidehaltigem Staub bedeckt gewesen, weshalb ein Infanterist wie ungebackener Teig ausgesehen habe.
Eine andere Version besagt, dass sich der Name von der Art ableitete, wie die US-Soldaten ihre Feldrationen in den 1840ern und 1850ern zubereiteten. Diese bestanden aus Mehlteig und Reismischungen, die die Soldaten in der Asche von Lagerfeuern buken. Dies erklärt aber nicht, warum nur Infanteristen (und nicht auch Kavalleristen und Artilleristen) so genannt wurden.
Eine dritte Erklärung ist, dass in der Zeit vor dem Amerikanischen Bürgerkrieg Catlinit, eine Substanz, die aussieht wie Teig, von den Soldaten dazu benutzt wurde, das weiße Koppel beziehungsweise die Gürtelschnalle zu reinigen.
Im allgemeinen Sprachgebrauch wurde Doughboy erst im Ersten Weltkrieg durch die American Expeditionary Forces zum Synonym für einen Infanteristen. Die Mannschaften und Unteroffiziere nannten sich selbst Doughboys, und der Begriff war weit in den zeitgenössischen Medien der Vereinigten Staaten und Europas verbreitet. Zuerst wurde in den American Expeditionary Forces die Infanterie so bezeichnet, später wurde der Begriff auf das gesamte US-Truppenkontingent angewendet, sehr zum Ärger der US-Marines (Marineinfanteristen), die sich nach ihrem angeblichen deutschen Spitznamen Teufelshunde (im Englischen Devil Dogs), nannten und sich später im Zweiten Weltkrieg als Leathernecks, also Ledernacken, bezeichneten.
Während des Zweiten Weltkrieges wurde die Bezeichnung Doughboy nach und nach durch GI, Dogface oder auch Troop ersetzt. Nach dem Zweiten Weltkrieg wurde im amerikanischen Sektor Berlins die Häuserkampf-Anlage der US-Army auf dem Truppenübungsplatz Parks Range auch als Doughboy City bekannt.